# Leptoneta alpica
Espèce
Leptoneta alpica est une espèce d'araignées aranéomorphes de la famille des Leptonetidae.

## Distribution
Cette espèce est endémique des Alpes-Maritimes en Provence-Alpes-Côte d'Azur en France. Elle se rencontre en forêt à Sospel et à Saint-Martin-Vésubie.

## Étymologie
Son nom d'espèce lui a été donné en référence au lieu de sa découverte, les Alpes.

## Publication originale
- Simon, 1882 : Études Arachnologiques. 13e Mémoire. XX. Descriptions d'espèces et de genres nouveaux de la famille des Dysderidae. Annales de la Société entomologique de France, sér. 6, vol. 2, p. 201-240 (texte intégral).